# Andres Türler
Andres Reto Türler (* 13. Dezember 1957 in Québec, Kanada; heimatberechtigt in Zürich) ist ein Schweizer Politiker (FDP). Er gehörte von 2002 bis 2018 der neunköpfigen Exekutive von Zürich, dem Stadtrat, an.

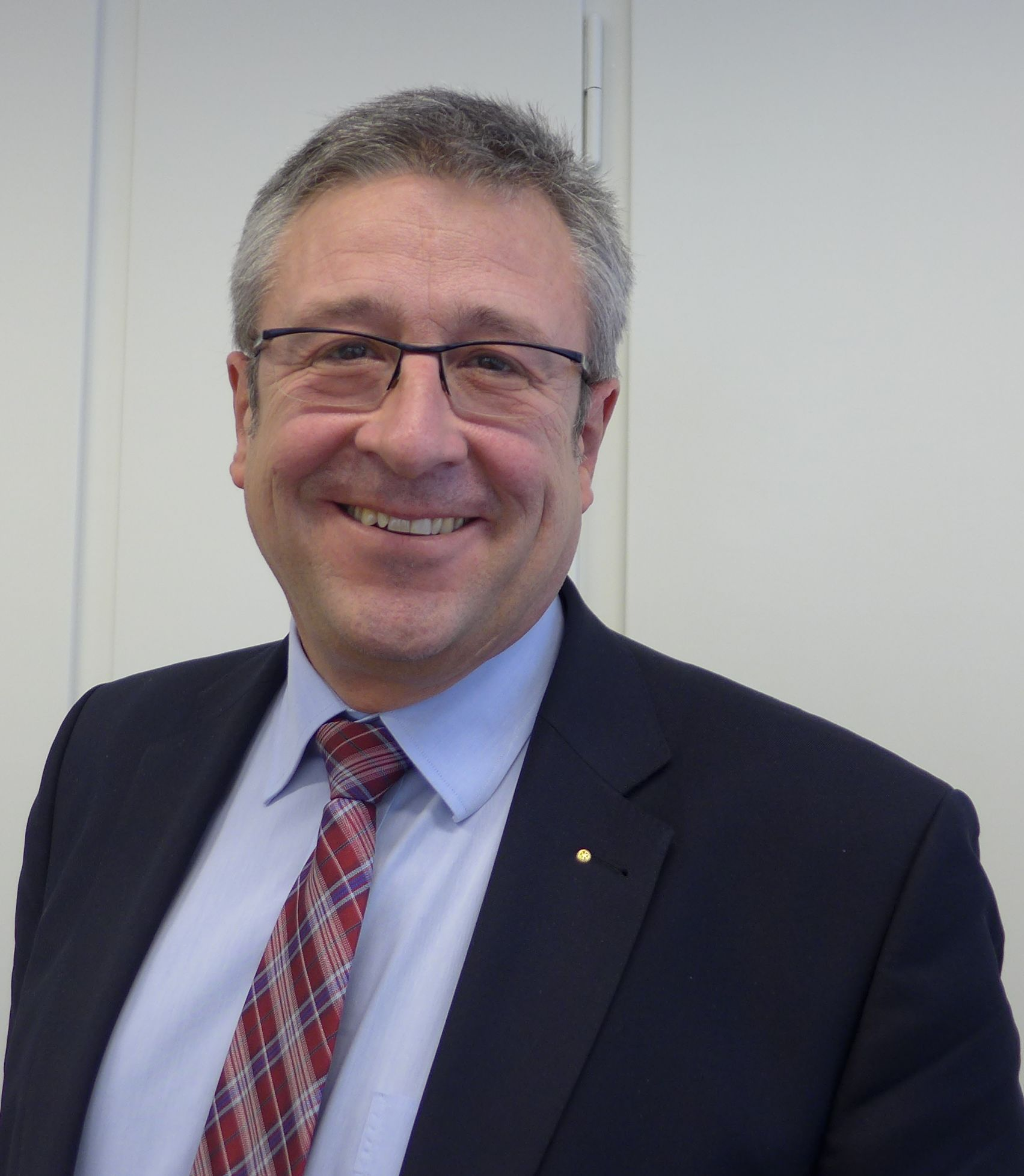
Andres Türler (2013)

## Leben
Andres Türler studierte von 1978 bis 1984 Rechtswissenschaft an der Universität Zürich und schloss mit dem Lizenziat ab. Von 1985 bis 1991 war er in einer Anwaltskanzlei und an einem Gericht tätig, von 1991 bis 2002 war Türler als Staatsanwalt in Uster und Zürich tätig.
Türler ist verheiratet, Vater von zwei Söhnen und wohnt in Höngg. Er ist Mitglied der Zunft zum Weggen.

## Politische Karriere
Von April 1994 bis Februar 1998 und von Juni 1999 bis Mai 2002 sass Türler im Gemeinderat (Parlament) der Stadt Zürich. Während dieser Zeit war er Präsident der Freisinnig-Demokratischen Partei des Kreises 10 (1994–1999), anschliessend (1999–2002) Präsident der Freisinnig-Demokratischen Partei der Stadt Zürich.
2002 wurde er in den Stadtrat von Zürich gewählt; er war bis im Mai 2018 Vorsteher des Departements der Industriellen Betriebe, und damit der Verkehrsbetriebe Zürich (VBZ), des Elektrizitätswerks der Stadt Zürich (EWZ), der Wasserversorgung Zürich (WVZ), sowie Verwaltungsratspräsident der Energie 360°, der rechtlich ausgegliederten Gasversorgung Zürich.